# Serie B (calcio a 5)
La Serie B è la quarta serie del campionato italiano di calcio a 5 maschile, la più bassa a carattere nazionale. Organizzato dalla Divisione Calcio a 5, il torneo comprende 95 squadre suddivise in otto gironi.

## Storia
Inizialmente articolata in quattro gironi da 16 squadre, la categoria rappresentò il secondo campionato italiano fino alla stagione 1997-1998, dopo la quale venne introdotta la Serie A2. Fino alla stagione 1999-00 i play-off coinvolgevano le squadre giunte seconde e terze nei cinque gironi nazionali, a contendersi un'unica promozione alla Serie A2. Limitatamente all'edizione 2000-01 la formula prevedeva quattro promozioni in virtù dell'allargamento della Serie A2 a 28 squadre realizzato nella stagione successiva. Dal campionato 2001-02 fino a quello del 2008-09 le squadre classificatesi tra il secondo e il quarto posto di ogni girone di serie B, insieme alle società di Serie A2 giunte undicesime e dodicesime, si scontravano tra loro per decidere gli ultimi due posti validi per la serie A2 della stagione seguente. Dalla stagione 2009-10 dopo uno spareggio (andata e ritorno) giocato tra seconda-quinta e terza-quarta, le due vincenti di ogni girone accedono al turno preliminare di triangolari e quindi alla fase a eliminazione diretta: al termine di questa le due società vincitrici sono promosse direttamente in Serie A2. A causa del continuo ampliamento dell'organico, dalla stagione 2021-2022 ciascun girone qualifica ai play-off solamente una squadra, determinata da spareggi interni al girone. In seguito all'istituzione della Serie A2 Élite, dalla stagione 2023-2024 la Serie B è divenuta la quarta serie del campionato italiano.

## Albo d'oro
Elenco dei vincitori del campionato di Serie B; in corsivo sono riportate le squadre vincitrici dei play-off mentre l'asterisco (*) distingue le società che, pur avendo guadagnato la promozione nella categoria superiore, vi hanno rinunciato.

### Campionato di 2º livello
| Edizione | Girone | Squadre | Vincitrici       | Altre promozioni | Note                                                                                       |
| -------- | ------ | ------- | ---------------- | ---------------- | ------------------------------------------------------------------------------------------ |
| 1990-91  | A      | 14      | San Michele      |                  | Lions Chioggia ripescato in Serie A                                                        |
| 1990-91  | B      | 14      | Ladispoli        |                  |                                                                                            |
| 1991-92  | A      |         | Settimo Torinese |                  |                                                                                            |
| 1991-92  | B      |         | Pescara          |                  |                                                                                            |
| 1991-92  | C      |         | Fiumicino        |                  |                                                                                            |
| 1991-92  | D      |         | Vittorio Alfieri |                  |                                                                                            |
| 1992-93  | A      |         | Palmanova        |                  |                                                                                            |
| 1992-93  | B      |         | Avezzano         |                  |                                                                                            |
| 1992-93  | C      |         | Roma JM          |                  |                                                                                            |
| 1992-93  | D      |         | Augusta          |                  |                                                                                            |
| 1993-94  | A      |         | Milano           |                  |                                                                                            |
| 1993-94  | B      |         | CUS Viterbo      |                  |                                                                                            |
| 1993-94  | C      |         | Roma 3Z          |                  |                                                                                            |
| 1993-94  | D      |         | ERG Siracusa     |                  |                                                                                            |
| 1994-95  | A      |         | Torino           |                  |                                                                                            |
| 1994-95  | B      |         | CUS Chieti       |                  |                                                                                            |
| 1994-95  | C      |         | Latte Perla Bari |                  |                                                                                            |
| 1994-95  | D      |         | Atletico Palermo |                  |                                                                                            |
| 1995-96  | A      |         | Bologna*         |                  |                                                                                            |
| 1995-96  | B      |         | Villa Marchesa   |                  |                                                                                            |
| 1995-96  | C      |         | Marino           |                  |                                                                                            |
| 1995-96  | D      |         | Academy Tours    |                  |                                                                                            |
| 1996-97  | A      | 16      | Petrarca         |                  |                                                                                            |
| 1996-97  | B      | 16      | Jesina           |                  |                                                                                            |
| 1996-97  | C      | 16      | Pomezia          |                  |                                                                                            |
| 1996-97  | D      | 16      | Reggio           |                  | Afragola ripescato in Serie A                                                              |
| 1997-98  | A      | 16      | Cesana           |                  | Spareggio tra le vincitrici dei gironi: solo Cagliari e Firenze furono promosse in Serie A |
| 1997-98  | B      | 16      | Firenze          |                  | Spareggio tra le vincitrici dei gironi: solo Cagliari e Firenze furono promosse in Serie A |
| 1997-98  | C      | 16      | Cagliari         |                  | Spareggio tra le vincitrici dei gironi: solo Cagliari e Firenze furono promosse in Serie A |
| 1997-98  | D      | 16      | Vesuvio          |                  | Spareggio tra le vincitrici dei gironi: solo Cagliari e Firenze furono promosse in Serie A |

### Campionato di 3º livello
Al termine della stagione 1997-98 le formazioni classificatesi tra il secondo e il quarto posto di ogni girone (insieme alle due prime classificate perdenti lo spareggio promozione) accedettero direttamente al nuovo campionato di serie A2 insieme alle sei vincenti degli spareggi tra quinte, seste e settime classificate mentre le altre (eccetto la quindicesima e la sedicesima, retrocesse ai campionati regionali) presero parte al nuovo campionato di serie B, articolato in 5 gironi di 12 squadre ciascuno. Nella stagione 2000-01 i gironi divennero sei e nel loro insieme espressero dieci promozioni per permettere l'aumento dell'organico della Serie A2 da 12 a 14 unità per girone. Dall'edizione 2015-16 il numero di gironi è nuovamente cresciuto, grazie all'istituzione di un mini girone composto da dieci società provenienti esclusivamente da Calabria e Sicilia.
| Edizione | Girone | Squadre | Vincitrici                   | Play-off           | Ripescate                              |
| -------- | ------ | ------- | ---------------------------- | ------------------ | -------------------------------------- |
| 1998-99  | A      | 12      | Aymavilles                   |                    |                                        |
| 1998-99  | B      | 12      | Arzignano                    |                    |                                        |
| 1998-99  | C      | 12      | Delfino Cagliari             | Ciampino           |                                        |
| 1998-99  | D      | 12      | Ercole Caserta               |                    |                                        |
| 1998-99  | E      | 12      | Ares Siracusa                |                    |                                        |
| 1999-00  | A      | 12      | Toniolo Milano               | Bergamo            |                                        |
| 1999-00  | B      | 12      | San Paolo Pisa               |                    |                                        |
| 1999-00  | C      | 12      | Lido di Roma                 |                    |                                        |
| 1999-00  | D      | 12      | San Benedetto                |                    |                                        |
| 1999-00  | E      | 12      | Forst Palermo                |                    |                                        |
| 2000-01  | A      | 12      | Seregno                      |                    |                                        |
| 2000-01  | B      | 12      | VRF Verona                   | Luparense          |                                        |
| 2000-01  | C      | 12      | Perugia                      | Cesena             |                                        |
| 2000-01  | D      | 12      | Brillante Roma               | Quartu 2000        |                                        |
| 2000-01  | E      | 12      | Martina                      |                    |                                        |
| 2000-01  | F      | 12      | Real Scafati                 | Olimpia Ischia     |                                        |
| 2001-02  | A      | 12      | Piemonte                     |                    |                                        |
| 2001-02  | B      | 12      | San Lazzaro (2º titolo)      |                    | Cadoneghe                              |
| 2001-02  | C      | 12      | CUS Viterbo                  |                    |                                        |
| 2001-02  | D      | 12      | Team Matera                  |                    |                                        |
| 2001-02  | E      | 12      | Torrino                      |                    |                                        |
| 2001-02  | F      | 12      | Gioventù Nocerina            | Aversa             |                                        |
| 2002-03  | A      | 12      | Giemme                       |                    |                                        |
| 2002-03  | B      | 12      | Virtus Brescia               |                    | San Michele                            |
| 2002-03  | C      | 12      | Miracolo Piceno              |                    |                                        |
| 2002-03  | D      | 12      | CUS Campobasso               |                    |                                        |
| 2002-03  | E      | 12      | Nepi                         |                    |                                        |
| 2002-03  | F      | 12      | Pompei                       | Olimpia Ischia     |                                        |
| 2003-04  | A      | 14      | Valprint Milano              |                    |                                        |
| 2003-04  | B      | 14      | Treviso                      |                    | Cornedo, Verona                        |
| 2003-04  | C      | 14      | Pescara                      |                    |                                        |
| 2003-04  | D      | 14      | Raiano                       |                    |                                        |
| 2003-04  | E      | 14      | Divino Amore                 |                    | Ostia                                  |
| 2003-04  | F      | 14      | Marcianise                   | Forst Palermo      |                                        |
| 2004-05  | A      | 14      | Real Cesana (2º titolo)      |                    |                                        |
| 2004-05  | B      | 14      | Atlante Grosseto             |                    |                                        |
| 2004-05  | C      | 14      | Imola                        |                    |                                        |
| 2004-05  | D      | 14      | Bisceglie                    |                    |                                        |
| 2004-05  | E      | 14      | Cinecittà                    | Forte Colleferro   | Ariccia, ATS Cagliari                  |
| 2004-05  | F      | 14      | Pro Scicli                   |                    |                                        |
| 2005-06  | A      | 14      | Aosta                        |                    |                                        |
| 2005-06  | B      | 14      | Belluno                      | Dese               |                                        |
| 2005-06  | C      | 14      | Polizia Penitenziaria        |                    |                                        |
| 2005-06  | D      | 14      | Sport Five                   |                    | Sangiorgese                            |
| 2005-06  | E      | 14      | Domus Chia                   |                    |                                        |
| 2005-06  | F      | 14      | Napoli Barrese               |                    |                                        |
| 2006-07  | A      | 14      | Ciriè                        |                    |                                        |
| 2006-07  | B      | 14      | Kaos (3º titolo)             |                    |                                        |
| 2006-07  | C      | 14      | Magione                      |                    |                                        |
| 2006-07  | D      | 14      | Modugno                      |                    | Giovinazzo                             |
| 2006-07  | E      | 14      | Ceccano                      |                    |                                        |
| 2006-07  | F      | 14      | Azzurra Marigliano           |                    |                                        |
| 2007-08  | A      | 14      | Atlante Grosseto (2º titolo) |                    |                                        |
| 2007-08  | B      | 14      | Gruppo Fassina               |                    |                                        |
| 2007-08  | C      | 14      | Acqua e Sapone               |                    | Atletico Teramo                        |
| 2007-08  | D      | 14      | Polignano                    |                    |                                        |
| 2007-08  | E      | 14      | Assemini                     |                    |                                        |
| 2007-08  | F      | 14      | Azzurra Sant'Alfonso*        |                    | Regalbuto                              |
| 2008-09  | A      | 14      | Asti                         |                    |                                        |
| 2008-09  | B      | 14      | Thiene                       | Verona             |                                        |
| 2008-09  | C      | 14      | Civitanova                   |                    |                                        |
| 2008-09  | D      | 14      | CSG Putignano                |                    |                                        |
| 2008-09  | E      | 14      | Coar Orvieto                 | Fiumicino          |                                        |
| 2008-09  | F      | 14      | Licogest Vibo                |                    |                                        |
| 2009-10  | A      | 13      | Aosta (2º titolo)            |                    |                                        |
| 2009-10  | B      | 12      | Carmenta*                    |                    |                                        |
| 2009-10  | C      | 13      | Pesaro                       | Real Rieti         | CLT Terni                              |
| 2009-10  | D      | 13      | Adriatica Pescara            |                    | Olimpiadi                              |
| 2009-10  | E      | 13      | Cogianco                     |                    |                                        |
| 2009-10  | F      | 13      | ISEF Poggiomarino            | Biancazzurro       | Acireale                               |
| 2010-11  | A      | 14      | Toniolo Milano (2º titolo)   |                    |                                        |
| 2010-11  | B      | 14      | Villorba                     |                    |                                        |
| 2010-11  | C      | 14      | Civitanova (2º titolo)       | Palextra Fano      |                                        |
| 2010-11  | D      | 13      | Loreto Aprutino              |                    | Scafati-Santa Maria                    |
| 2010-11  | E      | 13      | Canottieri Lazio             | Palestrina         |                                        |
| 2010-11  | F      | 14      | Potenza                      |                    |                                        |
| 2011-12  | A      | 14      | Aosta (3º titolo)            |                    | Lecco                                  |
| 2011-12  | B      | 14      | Zanè Vicenza (2º titolo)     | New Team FVG       |                                        |
| 2011-12  | C      | 14      | Reggiana                     |                    |                                        |
| 2011-12  | D      | 14      | Fuente                       |                    |                                        |
| 2011-12  | E      | 14      | Latina                       | Aloha*             |                                        |
| 2011-12  | F      | 14      | LCF Martina                  |                    |                                        |
| 2012-13  | A      | 12      | Carmagnola                   |                    |                                        |
| 2012-13  | B      | 12      | Atletico Arzignano-Cornedo*  |                    | HDI Trento                             |
| 2012-13  | C      | 11      | Forlì                        | Salinis            |                                        |
| 2012-13  | D      | 11      | Aesernia                     |                    |                                        |
| 2012-13  | E      | 12      | Orte                         |                    | Paolo Agus                             |
| 2012-13  | F      | 12      | Scanzano                     | Odissea 2000       | Fabrizio, Viagrande                    |
| 2013-14  | A      | 11      | Astense                      |                    |                                        |
| 2013-14  | B      | 12      | CAME Dosson                  | Arzignano          |                                        |
| 2013-14  | C      | 11      | Montesilvano (2º titolo)     |                    |                                        |
| 2013-14  | D      | 11      | Isola                        | Carlisport Ariccia |                                        |
| 2013-14  | E      | 12      | Policoro                     |                    | Partenope                              |
| 2013-14  | F      | 12      | Atletico Belvedere           |                    | Atletico Catanzaro SG                  |
| 2014-15  | A      | 12      | Prato                        |                    |                                        |
| 2014-15  | B      | 12      | Imola (2º titolo)            |                    |                                        |
| 2014-15  | C      | 13      | Thiene Zanè (3º titolo)      | Carrè Chiuppano    |                                        |
| 2014-15  | D      | 12      | Olimpus Roma                 | Nursia             |                                        |
| 2014-15  | E      | 13      | Bisceglie                    |                    |                                        |
| 2014-15  | F      | 12      | Sammichele                   |                    | Cisternino, Real Team Matera           |
| 2015-16  | A      | 12      | Fratelli Bari                |                    |                                        |
| 2015-16  | B      | 12      | Atlante Grosseto (3º titolo) |                    |                                        |
| 2015-16  | C      | 12      | Castello                     | Bubi Merano        |                                        |
| 2015-16  | D      | 12      | Real Dem                     |                    |                                        |
| 2015-16  | E      | 12      | Capitolina Marconi           |                    | Ardenza Ciampino, Feldi Eboli, Orte    |
| 2015-16  | F      | 12      | Barletta                     | Virtus Noicattaro  |                                        |
| 2015-16  | G      | 10      | Meta Catania                 |                    |                                        |
| 2016-17  | A      | 14      | Sestu                        |                    |                                        |
| 2016-17  | B      | 14      | Carrè Chiuppano              |                    |                                        |
| 2016-17  | C      | 14      | Leonardo                     |                    | Ossi                                   |
| 2016-17  | D      | 14      | Civitella                    |                    |                                        |
| 2016-17  | E      | 14      | Lido di Ostia                |                    |                                        |
| 2016-17  | F      | 14      | Isernia*                     |                    |                                        |
| 2016-17  | G      | 13      | Maritime                     | Odissea 2000       |                                        |
| 2017-18  | A      | 12      | L84                          | Città di Asti      |                                        |
| 2017-18  | B      | 12      | Petrarca (2º titolo)         | Mantova, Villorba  |                                        |
| 2017-18  | C      | 11      | Pistoia                      | CDM Genova         |                                        |
| 2017-18  | D      | 12      | Porto San Giorgio            | Cobà               |                                        |
| 2017-18  | E      | 11      | Virtus Aniene 3Z             | Cioli AV, Mirafin  |                                        |
| 2017-18  | F      | 12      | Tombesi                      | Atletico Cassano   |                                        |
| 2017-18  | G      | 11      | Marigliano                   | Sandro Abate       |                                        |
| 2017-18  | H      | 11      | Real Cefalù                  | C.M.B.             | Real Rogit                             |
| 2018-19  | A      | 12      | Saints Milano                | Aosta              |                                        |
| 2018-19  | B      | 12      | Imolese                      | Fenice             |                                        |
| 2018-19  | C      | 12      | Olimpia Regium               | Città di Massa     |                                        |
| 2018-19  | D      | 12      | Buldog Lucrezia              | CUS Molise         |                                        |
| 2018-19  | E      | 12      | Italpol Roma                 | Active Network     |                                        |
| 2018-19  | F      | 12      | Fuorigrotta                  | Manfredonia        | Real San Giuseppe                      |
| 2018-19  | G      | 12      | Città di Bisignano           | Traforo*           |                                        |
| 2018-19  | H      | 12      | Assoporto Melilli            | Polistena          | Cataforio, Regalbuto                   |
| 2019-20  | A      | 11      | FFC Cagliari                 |                    |                                        |
| 2019-20  | B      | 12      | Atletico Nervesa             |                    | Bubi Merano                            |
| 2019-20  | C      | 12      | Città di Mestre              |                    |                                        |
| 2019-20  | D      | 12      | Prato (2º titolo)            |                    | Vis Gubbio                             |
| 2019-20  | E      | 11      | Monastir                     |                    | Sporting Juvenia                       |
| 2019-20  | F      | 11      | Bernalda                     |                    | New Taranto, Or.Sa. Viggiano           |
| 2019-20  | G      | 11      | Capurso                      |                    | Giovinazzo                             |
| 2019-20  | H      | 11      | Città di Cosenza             |                    | Bovalino, GEAR Sport, SIAC Messina     |
| 2020-21  | A      | 13      | Lecco                        | Elledì Fossano     |                                        |
| 2020-21  | B      | 14      | Altamarca                    |                    | Hellas Verona, Carrè Chiuppano         |
| 2020-21  | C      | 14      | Modena-Cavezzo               |                    |                                        |
| 2020-21  | D      | 13      | CUS Ancona                   |                    |                                        |
| 2020-21  | E      | 12      | Fortitudo Pomezia            |                    |                                        |
| 2020-21  | F      | 13      | Sala Consilina               | Benevento          | Cisterna                               |
| 2020-21  | G      | 12      | Aquile Molfetta              |                    |                                        |
| 2020-21  | H      | 13      | Catanzaro Futsal             |                    | Polisportiva Futura, Arcobaleno Ispica |
| 2021-22  | A      | 13      | Domus Bresso                 |                    | Asti Orange                            |
| 2021-22  | B      | 12      | Cesena                       |                    |                                        |
| 2021-22  | C      | 13      | Pordenone                    |                    |                                        |
| 2021-22  | D      | 13      | Askl*                        |                    |                                        |
| 2021-22  | E      | 11      | Sporting Hornets             |                    | EUR Massimo                            |
| 2021-22  | F      | 12      | A.P.                         |                    |                                        |
| 2021-22  | G      | 13      | Itria                        | Canosa             |                                        |
| 2021-22  | H      | 12      | Atletico Canicattì           |                    |                                        |
| 2022-23  | A      | 13      | Avis Isola                   |                    |                                        |
| 2022-23  | B      | 13      | Maccan Prata                 |                    |                                        |
| 2022-23  | C      | 14      | OR Reggio Emilia (2º titolo) |                    |                                        |
| 2022-23  | D      | 13      | Russi                        |                    |                                        |
| 2022-23  | E      | 14      | Cioli AV                     |                    |                                        |
| 2022-23  | F      | 13      | Academy Pescara (2º titolo)  |                    |                                        |
| 2022-23  | G      | 13      | New Taranto                  |                    |                                        |
| 2022-23  | H      | 13      | Mascalucia                   |                    |                                        |

### Campionato di 4º livello
Al termine della stagione 2022-23 le formazioni classificatesi tra il primo e il terzo posto di ogni girone accedettero direttamente al campionato di serie A2, diventato terzo livello a causa dell'istituzione della Serie A2 Élite tra la A e la A2, insieme alle sette vincenti degli spareggi tra quarte, quinte, seste e le migliori settime classificate mentre le altre (eccetto l'ultima classificata, retrocessa nei campionati regionali) presero parte al nuovo campionato di serie B di 4º livello, articolato in 8 gironi di 12 squadre ciascuno.

## Statistiche e record
- Il Barletta detiene il record di partecipazioni, sia complessive (18) sia consecutive (17, tra il 1999-00 e il 2015-16).
- La serie più lunga di partecipazioni consecutive tuttora in corso appartiene al CUS Ancona (15, dalla stagione 2006-07).
- Domus Bresso e Poggibonsese sono le società che hanno disputato il maggior numero di campionati di Serie B (16) senza essere promosse in Serie A2. I toscani possono però vantare la partecipazione al campionato di Serie B 1996-97, allora secondo livello del campionato italiano.
- Aosta (2005-06, 2009-10 e 2011-12), Atlante Grosseto (2004-05, 2007-08 e 2015-16) e Thiene Zanè (come Thiene nel 2008-09, come Zanè Vicenza nel 2011-12 e infine come Thiene Zanè nel 2014-15) hanno vinto per tre edizioni il campionato di terzo livello; considerando anche il campionato di secondo livello di serie B 1995-96, anche il Kaos, seppur con denominazioni diverse, ha raccolto tre successi (1997-98, 2001-02 e 2006-07).
- Civitanova (2008-09 e 2010-11), Imola (2004-05 e 2014-15), Toniolo Milano (1999-00 e 2010-11) e Prato (2014-15 e 2019-20) hanno vinto due edizioni; anche Montesilvano (1991-92 e 2013-14), Petrarca (1996-97 e 2017-18) e Torino Cesana (1997-98 e 2004-05) hanno vinto due edizioni, una di secondo e una di terzo livello.